# Tony Hunter
Tony Hunter (Ashford (Kent), Regne Unit, 23 d'agost del 1943) és un oncòleg britànic.

## Biografia
Nascut a la ciutat d'Ashford (Kent) el 1943, va doctorar-se en biologia per la Universitat de Cambridge el 1969. Inicià els seus estudis al voltant dels gens que regulen el creixement cel·lular, descobrint el 1979 la fosforilació de les tirosinquinases, descobriment que va obrir les portes a la investigació d'aquests enzims i el seu paper en el desenvolupament i creixement de les cèl·lules causants del càncer.
Hunter desenvolupa en l'actualitat la seva activitat investigadora al laboratori de biologia molecular i cel·lular del Salk Institute, a La Jolla, Califòrnia (EUA).
L'any 2004 fou guardonat amb el Premi Príncep d'Astúries d'Investigació Científica i Tècnica, juntament amb Judah Folkman, Joan Massagué Solé, Bert Vogelstein i Robert Weinberg, pel descobriment d'enzims que permeten conèixer millor la transmissió de senyals que activen el procés cancerigen, que constitueix una troballa fonamental per al desenvolupament de nous fàrmacs de notable eficàcia en la lluita contra el càncer.